# Leptosciarella cerifera
Leptosciarella cerifera är en tvåvingeart som beskrevs av Werner Mohrig och Menzel 1997. Leptosciarella cerifera ingår i släktet Leptosciarella och familjen sorgmyggor. Arten är reproducerande i Sverige. Inga underarter finns listade i Catalogue of Life.